# Cantonul Mauriac
Cantonul Mauriac este un canton din arondismentul Mauriac, departamentul Cantal, regiunea Auvergne, Franța.

## Comune
| Comune     | Populație (1999) | Cod poștal | Cod INSEE |
| ---------- | ---------------- | ---------- | --------- |
| Arches     | 173              | 15200      | 15010     |
| Auzers     | 236              | 15240      | 15015     |
| Chalvignac | 497              | 15200      | 15036     |
| Drugeac    | 367              | 15140      | 15063     |
| Jaleyrac   | 374              | 15200      | 15079     |
| Mauriac    | 4 019            | 15200      | 15120     |
| Méallet    | 173              | 15200      | 15123     |
| Moussages  | 293              | 15380      | 15137     |
| Salins     | 153              | 15200      | 15220     |
| Sourniac   | 178              | 15200      | 15230     |
| Le Vigean  | 879              | 15200      | 15261     |